# Бюгараш
Бюгара́ш (фр. Bugarach) — коммуна во Франции, находится в регионе Лангедок — Руссильон. Департамент коммуны — Од. Входит в состав кантона Куиза. Округ коммуны — Лиму.
Код INSEE коммуны — 11055.

## Население
Население коммуны на 2008 год составляло 200 человек.
| 1962 | 1968 | 1975 | 1982 | 1990 | 1999 | 2008 | 2011 |
| ---- | ---- | ---- | ---- | ---- | ---- | ---- | ---- |
| 111  | 156  | 125  | 144  | 153  | 176  | 193  | 200  |

## Экономика
Основным видом экономической деятельности коммуны и окружающего региона являются сельское хозяйство и туризм.
В 2007 году среди 120 человек в трудоспособном возрасте (15—64 лет) 76 были экономически активными, 44 — неактивными (показатель активности — 63,3 %, в 1999 году было 68,3 %). Из 76 активных работали 58 человек (30 мужчин и 28 женщин), безработных было 18 (10 мужчин и 8 женщин). Среди 44 неактивных 10 человек были учениками или студентами, 14 — пенсионерами, 20 были неактивными по другим причинам.

## Достопримечательности
- Замок
- Церковь
- Водопад, расположенный в 3 км от Бюгараша
- Римский мост
- Пик Бюгараш. Имеющий необычную форму пик и его окрестности стали популярным местом среди приверженцев альтернативных культур. В 1960—1970-х годах здесь обосновалась деревня последователей движения хиппи. К концу XX века пик стал заявляться как место непознанной энергии и прочих аномальных явлений в мистических течениях Нью-Эйдж и в уфологии. К 2011 году пик посетило 20 тыс. человек, а власти опасались массового суицида среди располагавшихся здесь сектантов. В преддверии 21 декабря 2012 года пик Бюгараш стал точкой притяжения верящих в конец света в этот день и в то, что устроившие в пике базу пришельцы покинут Землю и заберут с собой находящихся здесь людей, настолько, что во избежание массовых инцидентов среди ожидаемых до 100 тыс. паломников власти решили закрыть и оградить пик от посещений в декабре.